# Adinandra rubiginosa
Adinandra rubiginosa är en tvåhjärtbladig växtart som beskrevs av Clarence Emmeren Kobuski. Adinandra rubiginosa ingår i släktet Adinandra och familjen Pentaphylacaceae. Inga underarter finns listade i Catalogue of Life.